# اوغور پاموک
اوغور پاموک (انگلیسی: Uğur Pamuk؛ زادهٔ ۲۶ ژوئن ۱۹۸۹) بازیکن فوتبال اهل ترکیه است.
از باشگاه‌هایی که در آن بازی کرده‌است می‌توان به باشگاه فوتبال خزر لنکران، باشگاه فوتبال سومقاییت، و باشگاه فوتبال آرمینیا بیله‌فلد اشاره کرد.
وی همچنین در تیم ملی فوتبال جمهوری آذربایجان بازی کرده‌است.